# Daniel Brévint
Daniel Brévint, ou Daniel Brévin, (baptisé le 11 mai 1616 à Saint-Jean (Jersey) et mort le 5 mai 1695  à Lincoln, dans le Lincolnshire)  est une personnalité huguenote de Jersey, doyen de la cathédrale de Lincoln en Angleterre et aumônier du Maréchal de France, Henri de La Tour d'Auvergne, vicomte de Turenne.

## Biographie
Daniel Brevint était le petit-fils d'un réfugié huguenot à Jersey, Cosme Brévint. Cosme Brévint fut choisi par Hélier de Carteret comme le premier recteur de l'île de Sercq. Cosme eut un fils aîné Daniel, le père du doyen, qui devint le recteur de la paroisse de Saint-Jean, en 1604. Il a épousé Elisabeth Sébirel, veuve de Guillaume Le Goupil, et eurent un fils, Daniel, qui naquit en 1617 à Saint-Jean, et fut baptisé dans l'église paroissiale le 11 mai 1617.
Daniel Brévint étudia, comme son père avant lui, à l'université protestante de Saumur en Anjou, et obtint son diplôme en 1634. Il enseigna quelque temps dans le Poitou.
En 1636, le roi Charles Ier d'Angleterre créa trois bourses pour des personnalités originaires des îles Anglo-Normandes, formées à l'université protestante de Saumur, pour enseigner au Jesus College d'Oxford. Daniel Brévint et Jean Poingdestre furent choisis pour représenter Jersey. Daniel Brévint resta à ce poste jusqu'en 1649, date à laquelle, sa bourse fut supprimée par les commissaires parlementaires. Après une période d'emprisonnement, il retourna à Jersey, où il a été nommé recteur de Grouville.
En 1651, il est ordonné prêtre anglican à Paris à la chapelle anglicane de Sir Rich Browne. Il fut pasteur du temple protestant de Compiègne. Il devint aumônier du Maréchal de France Henri de La Tour d'Auvergne, vicomte de Turenne, élevé dans la religion réformée, avant qu'il ne se convertisse au catholicisme en 1668 sous l'influence de Bossuet.
En 1660, lorsque le roi Charles II d'Angleterre fut restauré dans son titre royal, il retourna en Angleterre, devenant chanoine de la cathédrale de Durham.
En février 1661, il a obtenu le grade de docteur en théologie à Oxford.
En décembre 1681, il a été promu doyen de la cathédrale de Lincoln.
Brevint épousa Anne de Carteret (décédée en 1709), fille de Philippe de Carteret II, seigneur de Sercq, bailli de Jersey en 1627, ils eurent une fille, Charlotte.
Daniel Brevint est mort le 5 mai 1695 et fut enterré dans la cathédrale de Lincoln.
Il a rédigé plusieurs missels dont plusieurs en latin à la demande du Vicomte de Turenne.